# Иглинг, Уэйн
Уэйн Иглинг (род. 27 ноября 1950 года, Монреаль, Квебек, Канада) — канадский артист балета, который более двадцати лет танцевал в Королевском балете в Лондоне. Затем продолжил балетную карьеру в качестве хореографа и режиссёра, став художественным руководителем Национального балета Нидерландов с 1991 по 2003. В 2005 был назначен художественным руководителем Английского национального балета в Лондоне. Является международным хореографом и режиссером.

## Ранние годы
Родился в Монреале, Квебеке, в англоязычной семье у Эдварда и Тельмы Иглинг. Большую часть своего детства и юности он провел в Калифорнии, куда переехала его семья. В детстве он посещал занятия в студии танцевального искусства Патрисии Рэмси. В 1965 году, когда ему было 15 лет, его заметили Майкл Сомс и Герд Ларсен из Королевского балета во время гастролей труппы по Соединенным Штатам, и ему было предложено место в Королевской балетной школе в Лондоне. Он переехал в Англию в конце 1960-х годов. В 1969 году в восемнадцатилетнем возрасте был приглашен в Королевском балет.

## Профессиональная карьера
Он был гибким и сильным танцором. В 1972 году стал солистом, а в 1975 году главным танцором. Являясь результатом «эклектичного обучения с сочетанием множества различных методов» , он был исключительно универсален. Он исполнял главные роли принцев, кавалеров и суэйнов в классике девятнадцатого века, сотрудничая с такими светилами, как Марго Фонтейн, Дженнифер Пенни и Мерл Парк, но больше всего он был известен своими работами в репертуаре двадцатого века. Будучи любимцем известного британского хореографа Кеннета Макмиллана, он исполнял партии в ряде его произведений, включая Elite Syncopations и Глория. Он станцевал роль наследного принца Рудольфа в нью-йоркской премьере Макмиллана «Майерлинг» (Mayerling) в апреле 1983 года. Также танцевал в балетах Фредерика Аштона, Джорджа Баланчина, Джерома Роббинса и Рудольфа Нуреева.
Еще будучи главным танцовщиком, он начал принимать участие в хореографических семинарах, которые проводил Королевский балет. Его первыми работами для труппы были Франкенштейн, Современный Прометей. Вскоре последовали и другие работы, реализованные для его родной труппы и для труппы за рубежом.

### Национальный балет Нидерландов
После того, как он покинул Королевский балет в 1991, он решил продолжить балетную карьеру в качестве хореографа и режиссера, став художественным руководителем Национального балета Нидерландов (Голландский национальный балет) в Амстердаме с 1991 по 2003. Как главный балетмейстер, он создал множество новых работ в последующие годы. В 1996 году он сотрудничал с Тоером ван Шайком над новым произведением «Щелкунчик и мышиный король». Он сразу же завоевал популярность у голландской публики, а затем был поставлен Финским национальным балетом и Польским национальным балетом. Во время своего пребывания на посту художественного руководителя он не только поддерживал классический и неоклассический репертуар голландского Национального балета, но и активно заказывал новые работы современных хореографов, таких как Эшли Пейдж и Дэвид Доусон. После того, как он покинул свой пост в Голландии в 2003 году, он работал на международной сцене в течение двух лет, иногда сотрудничая с легендарной итальянской балериной Карлой Фраччи.

### Английский национальный балет в Лондоне
В декабре 2005 года он был назначен художественным руководителем Английского национального балета в Лондоне, где он продолжал изобретать новые сценические произведения. Среди них выделялись Men Y Men (2009), а в 2010 году — еще одна версия «Щелкунчика». За семь лет работы в этой труппе он был тепло оценен зрителями. В 2012 году, однако, он был вынужден уйти в отставку из-за сокращения бюджета труппы.

## Репертуар
Он создал множество образов в творчестве Кеннета Макмиллана и других хореографов. Среди них можно выделить следующие.

### В балетах Макмиллана
- Триада (1972), музыка Сергея Прокофьева.
- Elite Syncopations (1974), музыка Скотта Джоплина.
- Четыре сезона (The Four Seasons), музыка Джузеппе Верди (1975). Роль: «Весна», Па-де-катр с Лесли Коллиером, Майклом Коулманом и Дэвидом Эшмолом.
- Ритуалы (Rituals) (1975), музыка Бела Барток. Роль: Celebrant.
- Глориана (1977) (Gloriana), музыка Бенджамина Бриттена. Роль: главный танцор.
- Глория (Gloria) (1980), музыка Франсиса Пуленка. Роль: Солдат.
- Другой барабанщик (Different Drumme) (1984), музыка Антона Веберна. Роль: Войцек.

### В других работах
- Четыре пьесы Шумана (1975), хореография Ханса ван Манена, музыка Роберта Шумана.
- Буря (1982), хореография Рудольфа Нуреева, музыка Петра Ильича Чайковского. Роль: Ариэль.
- Голоса весны (Voices of Spring) (1983), хореография Фредерика Аштона, музыка Иоганна Штрауса II. Роль: танцор, па-де-де с Мерл Парк.
- Consort Lessons (1983), хореография Дэвида Бинтли, музыка Игоря Стравинского.

## Хореографические постановки
Среди его постановок для различных трупп, можно выделить следующие.
- Франкенштейн, или современный Прометей (Frankenstein, the Modern Prometheus) (1985), музыка Вангелиса; для Королевского балета в Лондоне.
- Красавица и чудовище (Beauty and the Beast) (1986), музыка Вангелиса; для Королевского балета
- Байрон (Byron) (1988), музыка Петра Ильича Чайковского; для балета «Ла Скала», Милан (La Scala Ballet).
- Нижинский (Nijinsky) (1989), музыка Клода Дебюсси; для балета Сан-Карло, Неаполь.
- Руины времени (The Ruins of Time) (1993), музыка Петра Ильича Чайковского; для Голландского Национального балета, Амстердам. Дань уважения Рудольфу Нурееву.
- Симфония в волнах (Symphony in Waves,) (1994), музыка Аарона Джея Керниса; для Голландского Национального балета.
- Альма Малер (Alma Mahler) (1994), музыка Густава Малера для балета Ла Скала.
- Holding a Balance(1996), музыка Генри Пёрселла; для Голландского национального балета.
- Щелкунчик и мышиный король (Nussknacker und Mousekonig) (1996), хореография Тора Ван Шайка; музыка Петра Ильича Чайковского; для Голландского Национального балета.
- Последний император (The Last Emperor) (1997), музыка Су Конга; для Гонконгского балета.
- Волшебная флейта (The Magic Flute) в постановке Тора Ван Шейка (1999); музыка Риккардо Дриго; для Голландского Национального балета.
- Танцы в Мария Стюарте, опера Гаэтано Доницетти; для балета Римского оперного театра.
- Sacre du Printemps («Весна священная») (2000), музыка Игоря Стравинского; для Голландского Национального балета.
- Резолюция, музыка Густава Малера; для Королевского балета.
- Танцы в Таисе (2005), опера Жюля Массне; для балета Римского оперного театра.
- Men Y Men (2009), музыка Сергея Рахманинова, оркестровка Гэвина Сазерленда; для Английского Национального балета, Лондон.
- Щелкунчик (2010), музыка Петра Ильича Чайковского; для Английского Национального балета.
- Красавица и чудовище (2012), расширенная версия, музыка Вангелиса; для Кремлёвского балета, Москва[17][18].
- Спящая красавица (2014), музыка Петра Ильича Чайковского; для Национального балета Японии, Токио.

## Примечание
1. ↑  Wayne Eagling // SNAC (англ.) — 2010.
2. ↑  выгрузка данных Freebase — Google.
3. ↑  Bibliothèque nationale de France Autorités BnF (фр.): платформа открытых данных — 2011.
4. ↑  Debra Craine and Judith Mackrell. The Oxford Dictionary of Dance. — Oxford University Press, 2000.
5. ↑  "Eagling, Wayne, " in The International Who’s Who (London: Routledge, 2004).
6. ↑  Wayne Eagling — People — Royal Opera House. www.roh.org.uk. Дата обращения: 27 мая 2020. Архивировано 23 сентября 2020 года.
7. ↑  Wayne Eagling (англ.). Teatr Wielki Opera Narodowa. Дата обращения: 27 мая 2020. Архивировано 20 октября 2019 года.
8. ↑  Уэйн Иглинг. www.danceopen.com. Дата обращения: 27 мая 2020. Архивировано 16 октября 2019 года.
9. ↑  Charlotte Kasner. On Midnight Express and tutus: A Talk with Wayne Eagling // Ballet-Dance Magazine. — 2013. — 1 апреля.
10. 1 2  Craine and Mackrell, "Eagling, Wayne, " in The Oxford Dictionary of Dance (2000).
11. ↑  Интервью с хореографами: Уэйн Иглинг — 4dancing.ru. 4dancing.ru. Дата обращения: 27 мая 2020. Архивировано 14 августа 2020 года.
12. ↑  The Nutcracker and the Mouse King. The Nutcracker and the Mouse King | Dutch National Opera & Ballet (12 февраля 2015). Дата обращения: 27 мая 2020. Архивировано 22 сентября 2020 года.
13. ↑  Щелкунчик и Мышиный король: Театр оперы и балета Хельсинки. www.classictic.com. Дата обращения: 27 мая 2020.
14. ↑  Titus van Amerongen, "Dutch National Ballet, " Dance Now (London), 5.1 (Spring 1996), pp. 79-81.
15. ↑  Holehouse, Matthew (21 февраля 2012). Wayne Eagling quits the English National Ballet. Архивировано 31 января 2020. Дата обращения: 27 мая 2020.
16. ↑  Horst Koegler. The Concise Oxford Dictionary of Ballet: "Eagling, Wayne. — Oxford University Press, 1987.
17. ↑  Танцовщики "Кремлёвского балета" представили свою версию сказки "Красавица и Чудовище". tvkultura.ru. Дата обращения: 28 мая 2020. Архивировано 22 августа 2019 года.
18. ↑  В Кремлёвском дворце покажут балет "Красавица и чудовище". m24.ru. Дата обращения: 29 мая 2020.